# Alcorochel
Alcorochel é uma povoação portuguesa do Município de Torres Novas que foi sede da extinta Freguesia de Alcorochel, freguesia que tinha 8,59 km² de área e 810 habitantes (2011), e, por isso, uma densidade populacional de 94,3 hab/km².
A Freguesia de Alcorochel foi extinta (agregada), pela reorganização administrativa de 2012/2013, tendo o seu território sido agregado ao das Freguesias de Brogueira e de Parceiros de Igreja para criar a União das Freguesias de Brogueira, Parceiros de Igreja e Alcorochel.

## População
| População da freguesia de Tomar (São João Baptista) | População da freguesia de Tomar (São João Baptista) | População da freguesia de Tomar (São João Baptista) | População da freguesia de Tomar (São João Baptista) | População da freguesia de Tomar (São João Baptista) | População da freguesia de Tomar (São João Baptista) | População da freguesia de Tomar (São João Baptista) | População da freguesia de Tomar (São João Baptista) | População da freguesia de Tomar (São João Baptista) | População da freguesia de Tomar (São João Baptista) | População da freguesia de Tomar (São João Baptista) | População da freguesia de Tomar (São João Baptista) | População da freguesia de Tomar (São João Baptista) | População da freguesia de Tomar (São João Baptista) | População da freguesia de Tomar (São João Baptista) |
| --------------------------------------------------- | --------------------------------------------------- | --------------------------------------------------- | --------------------------------------------------- | --------------------------------------------------- | --------------------------------------------------- | --------------------------------------------------- | --------------------------------------------------- | --------------------------------------------------- | --------------------------------------------------- | --------------------------------------------------- | --------------------------------------------------- | --------------------------------------------------- | --------------------------------------------------- | --------------------------------------------------- |
| 1864                                                | 1878                                                | 1890                                                | 1900                                                | 1911                                                | 1920                                                | 1930                                                | 1940                                                | 1950                                                | 1960                                                | 1970                                                | 1981                                                | 1991                                                | 2001                                                | 2011                                                |
| 583                                                 | 668                                                 | 783                                                 | 844                                                 | 976                                                 | 1 090                                               | 1 100                                               | 1 229                                               | 1 279                                               | 1 186                                               | 969                                                 | 963                                                 | 933                                                 | 880                                                 | 810                                                 |

| Distribuição da População por Grupos Etários | Distribuição da População por Grupos Etários | Distribuição da População por Grupos Etários | Distribuição da População por Grupos Etários | Distribuição da População por Grupos Etários | Distribuição da População por Grupos Etários | Distribuição da População por Grupos Etários | Distribuição da População por Grupos Etários | Distribuição da População por Grupos Etários | Distribuição da População por Grupos Etários |
| -------------------------------------------- | -------------------------------------------- | -------------------------------------------- | -------------------------------------------- | -------------------------------------------- | -------------------------------------------- | -------------------------------------------- | -------------------------------------------- | -------------------------------------------- | -------------------------------------------- |
| Ano                                          | 0-14 Anos                                    | 15-24 Anos                                   | 25-64 Anos                                   | > 65 Anos                                    |                                              | 0-14 Anos                                    | 15-24 Anos                                   | 25-64 Anos                                   | > 65 Anos                                    |
| 2001                                         | 109                                          | 113                                          | 404                                          | 254                                          |                                              | 12,4%                                        | 12,8%                                        | 45,9%                                        | 28,9%                                        |
| 2011                                         | 84                                           | 71                                           | 413                                          | 242                                          |                                              | 10,4%                                        | 8,8%                                         | 51,0%                                        | 29,9%                                        |

Média do País no censo de 2001:  0/14 Anos-16,0%; 15/24 Anos-14,3%; 25/64 Anos-53,4%; 65 e mais Anos-16,4%
Média do País no censo de 2011:   0/14 Anos-14,9%; 15/24 Anos-10,9%; 25/64 Anos-55,2%; 65 e mais Anos-19,0%